# Скакун лесной
Скакун лесной (лат. Cicindela sylvatica) — вид жуков из семейства жужелиц и подсемейства скакунов.

## Распространение
Широко распространён в Европе, встречается в Австрии, Белоруссии, Бельгии, Британских островах, Чехии, материковая часть Дании, Финляндии, материковая часть Франции, Германии, Венгрии (возможно), Калининграде, Латвии, Люксембурге, Македонии, материковая часть Норвегии, Польше, Румынии (возможно), России, материковая часть Испании, Швеции, Нидерландах и Украине.

## Описание
Жук средних размеров и в длину достигает 15—18 миллиметров. Верхняя губа чёрного цвета с поперечным килем. Сверху окрашен в бронзово-чёрный цвет, надкрылья имеют белые перевязи, нижняя часть — сине-фиолетовая.

## Экология и местообитания
Жук лесной встречается в песчаных и сухих пустошах, но также обычен и в хвойных лесах.

## Подвиды
В виде различают следующие подвиды:
- Cicindela sylvatica rubescens Jeanne, 1967
- Cicindela sylvatica sylvatica Linnaeus, 1758